# Онтист
Онтист (фр. Antist) насеље је и општина у јужној Француској у региону Миди Пирене, у департману Горњи Пиринеји која припада префектури Бањер де Бигор.
По подацима из 2011. године у општини је живело 137 становника, а густина насељености је износила 56,38 становника/km². Општина се простире на површини од 2,43 km². Налази се на средњој надморској висини од 550 метара (максималној 576 m, а минималној 434 m).

## Демографија
| 1962. | 1968. | 1975. | 1982. | 1990. | 1999. | 2011. |
| ----- | ----- | ----- | ----- | ----- | ----- | ----- |
| 85    | 91    | 88    | 99    | 111   | 106   | 137   |

График промене броја становника у току последњих година